# Aleksandra Ptičar
Aleksandra Ptičar (Zagreb, 18. siječnja 1961.) hrvatska je folklorna umjetnica, dugogodišnja solistica - plesačica i pjevačica Ansambla narodnih plesova i pjesama Hrvatske LADO.

## Životopis
Aleksandra Ptičar rođena je u Zagrebu, u umjetničkoj obitelji, gdje je i započela svoju umjetničku i profesionalnu karijeru. Oba su roditelja radila u Zagrebačkoj školi crtanog filma - Zagreb filmu Nevenka kao kopist-kolorist, a otac Ante Zaninović kao animator i jedan od autora našeg najpoznatijeg animiranog serijala o Profesoru Baltazaru. Glazbenu i plesnu nadarenost pokazala je još u djetinjstvu. U osnovnoj školi pjevala je u zboru, a od svoje desete godine, pohađala je Školu za klasični balet i ritmiku u Zagrebu, na Ilirskom trgu, gdje je osim klasičnog baleta, klavira i solfeggia, pohađala satove folklornih, povijesnih i karakternih plesova. Nakon završene Klasične gimnazije upisuje engleski i francuski jezik na Filozofskom fakultetu u Zagrebu, ali prekida studij 1981. godine nakon što postaje članicom LADA. Ubrzo sudjeluje u pjevnim duetima, tercetima i manjim vokalnim sastavima, te istaknutim plesnim pozicijama u pojedinim koreografijama, a već 1984. godine ističe se kao pjevna solistica u praizvedbi koreografije Vide Bagura  "Kamen goro, prozeleni rano". Obilježile su je iznimne vokalne i plesne solističke dionice poput "Konavoske istresalice", uloga "stare majke" u koreografiji Ivana Ivančana "Podravski svati", te mnoge istaknute plesne pozicije i solističke izvedbe u korizmenim i božićnim napjevima.
U Ansambu LADO je provela svoj cijeli radni i umjetnički vijek od 35 godina nastupajući na domaćim i svjetskim pozornicama, u više od 3000 koncerata i 50 koreografija. Krasila ju je vrhunska scenska kultura. Bila je članica i Ladarica, kojima je svojom osebujnom bojom glasa podarila prepoznatljiv izričaj i zvuk. S Ansamblom LADO je snimila mnoge nosače zvuka s narodnim popijevkama, te korizmenim i božićnim napjevima, kako iz cijele Hrvatske, tako i iz mnogih drugih zemalja Europe.
Svojim je radom čuvala i širila autentičnost narodnog izričaja hrvatskih narodnih plesova, običaja i glazbe, pridonijela je upoznavanju javnosti s bogatom hrvatskom baštinom i poticala njegovanje, čuvanje i širenje plesne i glazbene kulture. Bila je osobit primjer mlađim generacijama plesača i pjevača. 
Za Aleksandru je Bojan Pogrmilović, nekadašnji glazbeni rukovoditelj Ansambla LADO zapisao sljedeće:
»Nešto kasnije dolazi razdoblje možda ne tako karakterističnih i prepoznatljivih boja,kao što su boje spomenutih pjevačica, no moram spomenuti dvije pjevačice koje su bile sposobne uhvatiti se u koštac s bilo kojim izrazom, zapjevati bilo koji glas i zamijeniti bilo koju pjevačicu. Takve all round pjevačice bile su Aleksandra Ptičar-Zaga i Jadranka Gračanin.«

## Suradnja
- U baletu "Stade sunce čudo gledajući" (skladatelj Stanko Juzbašić, koreograf Rajko Pavlić) - vokalna solistica
- U predstavi "Moreška" (skladatelj Hrvoje Crnić-Boxer, režija Mare Sesardić) - vokalna solistica
- U filmu "Trešeta" (skladatelj Hrvoje Crnić-Boxer, režija Pavo Marinković i Dražen Žarković) - vokalna solistica
- U predstavi "Tirza"  (autor glazbe Hrvoje Crnić-Boxer, režija Damir Zlatar-Frey)
- U predstavi "Krvava svadba" (autor glazbe Hrvoje Crnić-Boxer, režija Damir Zlatar-Frey) - vokalna solistica
- U predstavama "Saloma" i "Elektra" (autor glazbe Darko Hajsek, režija Damir Zlatar-Frey) - vokalna solistica
- U filmu "Josef" vokal u naslovnoj pjesmi s autorom glazbe Markom Perkovićem - Thompsonom
- CD "MOKOSH" autora Borisa Harfmana, no. 13 "Istresalica" - vokalna solistica

## Značajnije koreografije
- Kamen goro, prozeleni rano
- Stari splitski plesovi
- Podravski svati
- Vrličko kolo
- Oko škrinje nevjestine
- Goranski bal
- Kordunaške uspomene
- Balun
- Tanac po susacku
- Pjesme i plesovi travničkog kraja
- Plesovi Boke kotorske
- Lastovski poklad
- Primoštensko kolo
- Linđo
- Korčulanski stari bali
- Ličko kolo
- Svadbeni običaji Lukinić brda

## Nagrade
- 2015. Predsjednik Republike Hrvatske dr. Ivo Josipović odlikovao ju je Redom Danice hrvatske za osobite i višegodišnje zasluge za kulturu, plesnu i glazbenu umjetnost, čuvanje, njegovanje i širenje autentičnih izričaja hrvatskih narodnih plesova, običaja i glazbe, te njeno promicanje u Republici Hrvatskoj i u svijetu.[2]

## Vanjske poveznice
- Službena web stranica ansambla LADO